# 比斯瓦列斯
比斯瓦列斯（西班牙語：Bisvalles），是巴拿馬的城鎮，位於該國中西部，由貝拉瓜斯省的拉梅薩區負責管轄，面積83.4平方公里，海拔高度92米，2010年人口2,185，人口密度每平方公里26.2人。